# Tomasi di Lampedusa (famiglia)

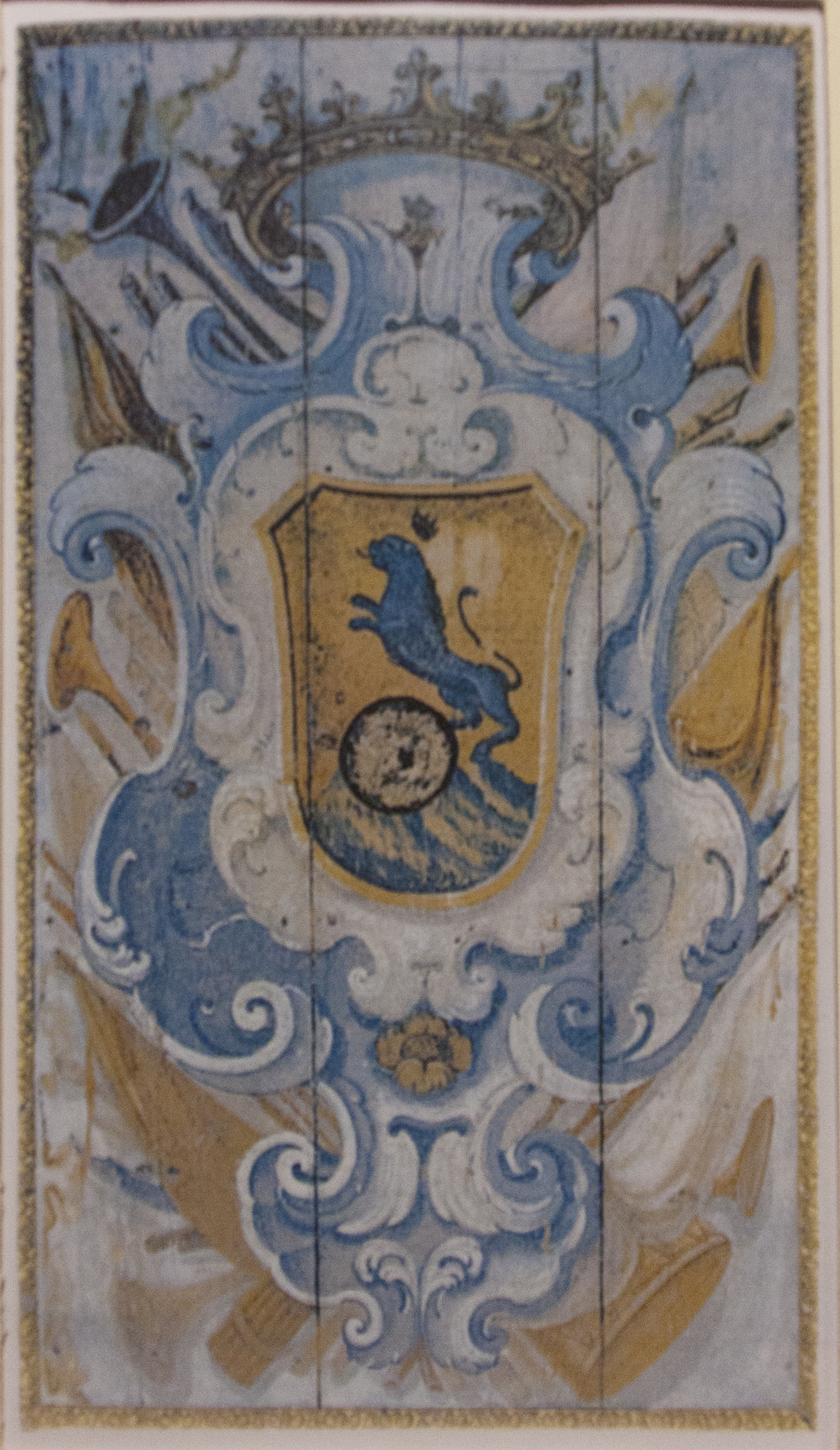
Stemma dei Tomasi di Lampedusa

I Tomasi di Lampedusa sono una famiglia storica siciliana, diramatasi dai Tomasi, che deve la propria notorietà in particolare al suo esponente Giuseppe Tomasi di Lampedusa e al successo editoriale da questi ottenuto, postumo, con la pubblicazione del romanzo Il Gattopardo.

## Storia

### Origini: studi e leggende

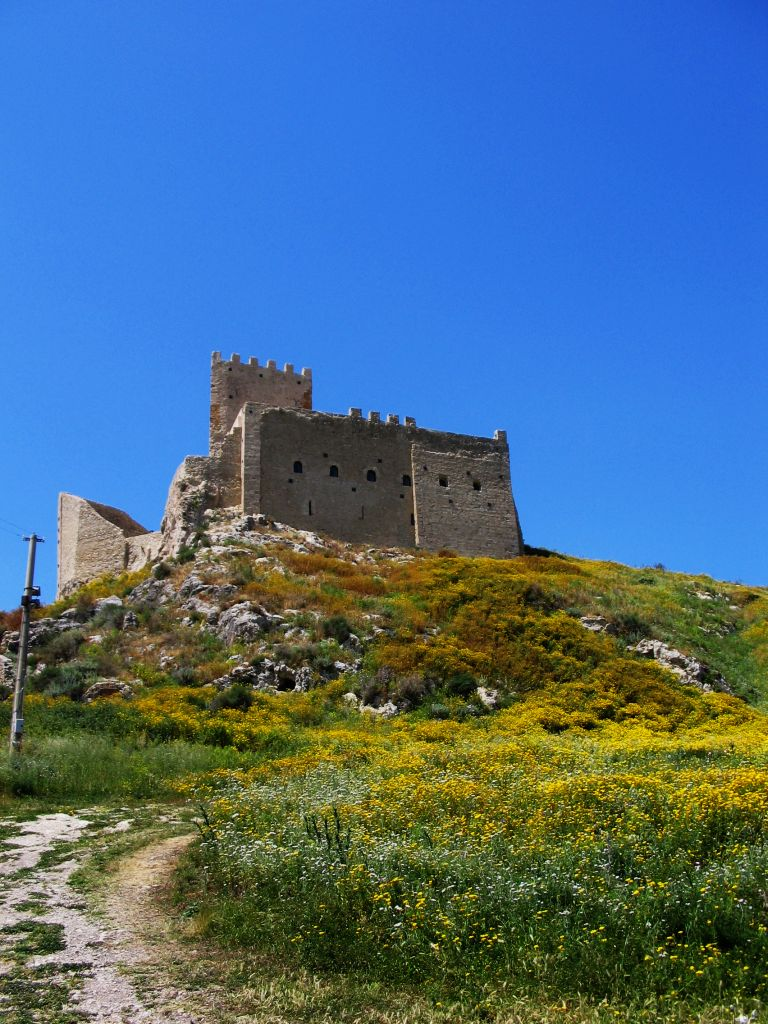
Il castello di Palma di Montechiaro

Le prime notizie storiche sui Tomasi risalgono al VII secolo, mentre, per quanto concerne i secoli precedenti, sono state prospettate ipotesi diverse. Secondo la tradizione sarebbe originaria di Bisanzio (330 d.C.).
Alcuni studiosi (Sansovino, Villabianca, Palizzolo Gravina) sostengono che la famiglia de' Leopardi da Roma si trasferì a Costantinopoli al seguito dell'imperatore Costantino I. Filadelfo Mugnos affermò che la famiglia discendeva da Leopardo, figlio di Crispo, primogenito dell'imperatore Costantino. Archibald Colquhoun ritiene che il capostipite dei Tomasi sia stato Thomaso il Leopardo, figlio dell'imperatore Tito e della regina Berenice. Andrea Vitello, autore che ha approfondito gli studi sulla famiglia, fa discendere i Tomasi da Irene, figlia dell'imperatore bizantino Tiberio I, che sposò Thomaso detto il Leopardo, principe dell'Impero e comandante della guardia imperiale
Sino a tutto il XIX secolo, come segnala Vincenzo Buonassisi, era condivisa l'opinione che individuava in due fratelli gemelli, Artemio e Giustino, gli artefici del ritorno in Italia dei Leopardi-Tomasi; nel secolo successivo la discendenza dai due gemelli, approdati ad Ancona e provenienti da Bisanzio, è stata confermata da Andrea Vitello, studioso della genealogia della famiglia Tomasi di Lampedusa, e ribadita da quanti, dopo la pubblicazione degli scritti di Giuseppe Tomasi di Lampedusa, si sono interessati alla sua ascendenza. Temendo per la loro vita a causa delle lotte al vertice dell'Impero, lasciarono Costantinopoli dopo la morte dell'imperatore Eracleo, tra il 640 e il 646, stabilendosi ad Ancona. Dal ramo rimasto nelle Marche discenderebbero i Leopardi nei rami di Recanati, come pure sosteneva Monaldo padre di Giacomo Leopardi, e di Amatrice, da cui discende la schiatta, tuttora esistente anche in linea femminile [ de Sanctis di Castelbasso e Rosati di Monteprandone de Filippis Delfico]  di Pier Silvestro Leopardi.

### Titoli nobiliari
In Sicilia non vigeva la legge salica ed i titoli nobiliari si trasmettevano anche in linea femminile. In forza delle norme dettate nel Liber Augustalis (III, 27 “de la successione de li nobili in li feudi") e nei capitula "de successione feudalium", "de alienatione feudorum","de successione feudorum" e della prammatica 14 novembre 1788 i titoli venivano trasmessi al collaterale maschio vivente più prossimo e più anziano e, in mancanza di maschi, alla femmina più prossima privilegiando le nubili.
Il primo titolo nobiliare dei Tomasi di Sicilia, la baronia di Montechiaro, fu acquisito per via materna come, in epoche successive, anche le baronie di Franconeri e della Torretta.

### Letteratura
Il casato dei Tomasi di Lampedusa, ramo staccatosi dai Tomasi di Capua, trasferitosi da Siena nel Regno di Napoli al seguito di Alfonso V d'Aragona è stato immortalato nel romanzo Il Gattopardo scritto dal principe Giuseppe Tomasi di Lampedusa.
Il successo dell'opera ha determinato il diffondersi di due neologismi: il sostantivo "gattopardismo" e l'aggettivo "gattopardesco".

## Stemma

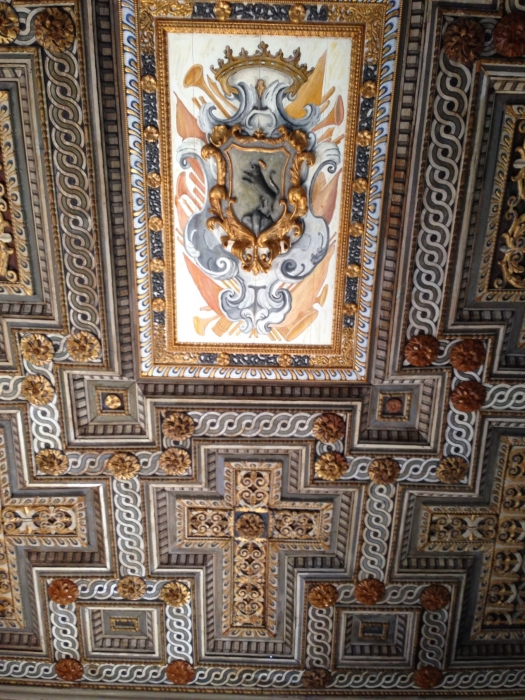
L'arma dei Tomasi (Palazzo ducale, Palma di Montechiaro)

### Blasonatura
D'azzurro al leopardo d'oro, illeonito, sostenuto da un monte di tre cime di verde cucito.

### Motto
spes mea in deo est

## Genealogia

### Baroni di Montechiaro e duchi di Palma
Il capostipite dei Tomasi siciliani, Mario (n. 1558), capitano d'armi, si trasferì dalla Campania in Sicilia, a Licata, dove sposò Francesca Caro baronessa di Montechiaro. Mario Tomasi e Francesca Caro ebbero due gemelli, Ferdinando e Mario, governatore del Castello di Licata e capitano dell'Inquisizione. Ferdinando (1597-1615), barone di Montechiaro, appena sedicenne sposò Isabella La Restia; i coniugi ebbero due gemelli, Carlo e Giulio, rimasti orfani del padre a nove mesi; quando i gemelli avevano diciassette anni morì anche la madre e lo zio Mario li chiamò presso di sé a Licata dove restarono circa sei anni.
Carlo venne nominato duca di Palma nel 1639 (il duca fu l'artefice della fondazione del paese oggi denominato Palma di Montechiaro) ma cedette baronia e ducato al fratello e prese gli ordini diventando uno dei chierici regolari teatini studioso di teologia. Scrisse numerose opere in latino e italiano, cinquantuno delle quali pubblicate. Dopo la sua morte, essendogli stati attribuiti diversi miracoli, venne avviato un processo di beatificazione e fu proclamato Servo di Dio. La famiglia annovera anche tre cardinali nel periodo bizantino (Fabio, durante il papato di Gregorio III, Vibiano durante quello di Alessandro II e Pietro durante il Patriarcato di Gerusalemme di Sergio III).

### Duca Santo

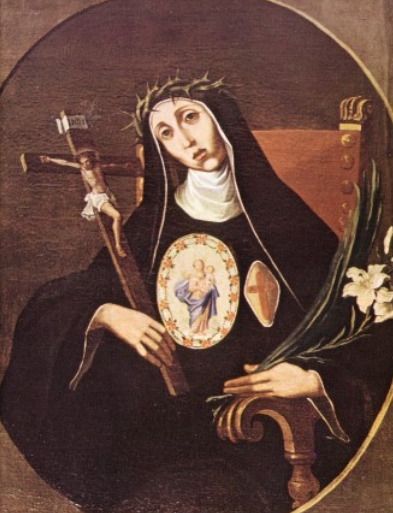
La venerabile Maria Crocifissa (Isabella Tomasi),

Giulio I (1614-1669), duca di Palma e barone di Montechiaro venne nominato principe di Lampedusa, sposò Rosalia Traina, baronessa di Falconeri, dalla quale ebbe otto figli:
- Francesca (1643-1727), suor Maria Serafica, badessa del monastero di Palma;
- Isabella (1645-1699), suor Maria Crocifissa, beata (nel romanzo è ricordata come "Beata Corbera")[16];
- Ferdinando (1647), che morì a tre mesi;
- Antonia (1648-1721), suor Maria Maddalena;
- Giuseppe I (1649-1713), cioè San Giuseppe Maria Tomasi;
- Rosaria, che morì a 11 mesi (1650-1651);
- Ferdinando (1651- 1672);
- Alipia (1653-1734), suor Maria Lanceata.

I coniugi impartirono ai figli una rigida educazione religiosa; tutti, fatta eccezione per Ferdinando, si indirizzarono alla carriera ecclesiastica. Tale fervore religioso si perpetuò anche nei secoli successivi, tanto che i Tomasi rischiarono spesso l'estinzione. Isabella, che visse come Suor Maria Crocifissa, entrò nel monastero, per lei e le sorelle fondato dal padre, il 12 giugno 1659, giorno dell'inaugurazione e con lei entrarono Francesca e Antonia: Isabella aveva quattordici anni, Francesca quindici ed Antonia undici. Nel 1661 anche la madre Rosalia entrò in convento di clausura come oblata insieme alla figlia diciottenne Alipia (l'unica che avendo solo sei anni quando vi entrarono le sorelle non le aveva seguite); fu costretta, per amministrare i vassalli, ad uscire dalla clausura quando il nipote Giulio II restò orfano.
Giulio I dedicò l'intera sua vita alla beneficenza e ad opere pie con tale assiduità ed impegno da essere definito il Duca Santo; costruì numerose chiese, un asilo per le orfanelle, un ospedale, un reclusorio per meretrici pentite, istituì un Monte di Pietà per contrastare gli usurai, avviò bonifiche e si dedicò a numerose opere sociali ed umanitarie. Il terzo principe di Lampedusa fu Ferdinando I, al quale spettarono i titoli nobiliari del padre, in quanto prima di lui erano nati solo due maschi, Ferdinando morto a tre mesi e Giuseppe I che, rinunciando ai suoi diritti dinastici, si era indirizzato alla carriera ecclesiastica. Tutte e quattro le figlie vollero entrare come suore di clausura nel Monastero Benedettino. 
Il fervore religioso di Giulio I e dei suoi congiunti era tale che a Palma l'intera famiglia era nota come "una razza di Santi"; è ancora conosciuta a Palma una deliziosa nenia "Il testamento del Duca di Palma". Come il fratello Carlo alla sua morte Giulio I venne proclamato Servo di Dio.
l

### Principi di Lampedusa, duchi di Palma, baroni di Montechiaro e Falconeri
Ferdinando I morì a soli ventun anni, l'anno successivo alla nascita del figlio Giulio II (1671-1698), nato dal matrimonio con Melchiorra Naselli e Carlo. Anche Giulio II, morì giovane, a ventisette anni; dalla moglie Anna Maria Fiorito e Tagliavia, ebbe due figli maschi Antonino morto in tenera età e Ferdinando II, che visse quasi ottant'anni, sposò Rosalia Valguarnera e Branciforte e, rimasto vedovo, Giovanna Valguarnera e La Grua. Giulio II restò sino all'età di sette anni nel monastero che ospitava la nonna Rosalia (suor Seppellita) e le zie; compiuti i sette anni assunse l'onere della sua educazione il nonno materno Luigi, principe d'Aragona. Nonostante sia morto giovane riuscì a fondare l'Istituto delle Scuole Pie, affidato ai Padri Scolopi. Fu allievo dell'Istituto, la cui sede è oggi occupata dal comune di Palermo.
Ferdinando II (1697-1775) ebbe dieci figli, otto maschi e due femmine, Maria (1718-1795) suor Maria Crocifissa monaca del monastero di Palma e Anna Maria (m. 1751) che sposò Antonio Lucchesi Palli, principe di Campofranco. I figli maschi fatta eccezione per il primogenito Giuseppe II (1717-1792) e per Gaetano morto in tenerissima età, si diedero alla carriera ecclesiastica o a quella militare: Giulio (m. 1787) Abate di Santa Maria di Roccamadore e Prelato domestico di Clemente XIV, Salvatore (m. 1783) prete dell'Olivella, Carlo (n. 1734) gentiluomo di camera del duca di Savoia e capitano dell'esercito sardo, Gioacchino (1739-1792) esente guardie del corpo, Elia (1740-1790) capitano di artiglieria, Pietro (n. 1752) cavaliere di Malta. Ferdinando II potenziò il patrimonio della famiglia e la istituzione dell'Accademia dei Pescatori Oretei con finalità letterarie, il terzo seminario dei Nobili retto dai padri Scolopi, e l'assunzione di rilevanti ruoli politici. Fu nominato da Carlo VI grande di Spagna, fu presidente dell'arciconfraternita della Redenzione dei Cattivi, capitano di Giustizia di Palermo, pretore di Palermo, deputato del Regno, Vicario generale del Regno, maestro razionale di cappa corta del Regio Patrimonio.
Giuseppe II (1717-1792) sposò Antonia Roano e Pollastra dalla quale ebbe tre figli Francesco morto in tenera età, Rosalia, moglie di Gioacchino Burgio del Vio, Duca di Villafiorita e Giulio III (1743-1812). Giuseppe II, cavaliere di Malta, fu governatore della Compagnia della Pace, ambasciatore del Senato di Palermo presso Carlo III, governatore del Monte di Pietà, capitano di Giustizia di Palermo, deputato del Regno, presidente dell'Arciconfraternita per la Redenzione dei Cattivi, Intendente Generale degli eserciti.
Il figlio Giulio III sposò Maria Caterina Romano Colonna figlia del duca di Reitano, con la quale ebbe tre figli Baldassarre cavaliere di Malta, Antonia moglie di Francesco Arduino Ruffo marchese di Roccalumera e Giuseppe III (1767-1833). Giulio III fu governatore della Pace, senatore di Palermo, rettore dell'Ospedale Grande, deputato del Regno, pretore di Palermo, governatore del Monte di Pietà, cavaliere di San Giacomo.
Giuseppe III si sposò due volte. La prima moglie, Angela Filangeri e la Farina figlia del principe di Cutò morì di parto insieme al nascituro; dalla seconda moglie Carolina Wochingher ebbe due femmine Caterina che sposò Giuseppe Valguarnera e Ruffo, principe di Niscemi e duca dell'Arenella e Antonia che sposò Francesco Caravita principe di Sirignano. L'unico maschio, Giulio IV, è il protagonista del romanzo Il Gattopardo. Giuseppe III dovette affrontare una situazione disastrosa sotto il profilo economico. La moglie Carolina, rimasta vedova, fu costretta ad affrontare numerose vertenze giudiziarie e a varare un progetto di contenimento delle spese.

### Il Gattopardo e i suoi discendenti
Giulio Fabrizio Maria Tomasi Caro Traina IV (1813-1885), pari di Sicilia, principe di Lampedusa, duca di Palma, barone di Montechiaro e Falconeri, sposò Maria Stella Guccia e Vetrano, figlia del marchese di Ganzaria e zia del matematico Giovanni Battista Guccia, fondatore del Circolo Matematico di Palermo.  Diedero alla luce dodici figli, sette femmine e cinque maschi. È il principe di Salina, protagonista del romanzo del bisnipote.

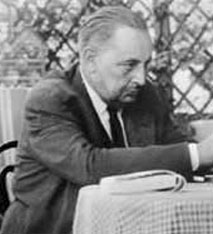
Giuseppe Tomasi di Lampedusa

Salvatore, decimo figlio, morì giovane, come la sesta, Caterina e la dodicesima, Maria Rosa.

#### Linea maschile
- Giuseppe IV (1838-1908), primogenito del Gattopardo, sposò nel 1867 Stefania Papè e Vanni (1840-1913), dalla quale ebbe cinque figli maschi: Giulio (1868-1934), Pietro (1873-1964), Francesco (1875-1956), Ferdinando (1877-1920) e Giovanni (1879-1940).

Francesco ebbe un figlio, Giuseppe, morto ventenne nel 1945. 
Si sposarono, ma non ebbero figli, Pietro, Ferdinando e Giovanni, mentre il primogenito Giulio V ebbe, oltre all'autore del romanzo, una femmina, Stefania, morta a tre anni (1893-1896).
- Giuseppe V (1896-1957), lo scrittore, principe, duca e barone, sposò nel 1932 Alexandra von Wolff-Stomersee, figlia di un barone baltico e dell'italiana Alice Barbi, che, nel 1920, in seconde nozze aveva sposato Pietro Tomasi della Torretta, zio di Giuseppe. Alla morte dell'autore del libro, lo zio Pietro, il parente maschio più prossimo, ereditò i titoli di principe di Lampedusa, duca di Palma e barone di Montechiaro e Falconeri. Come secondogenito era già barone della Torretta, conosciuto però come marchese (di "cortesia" secondo gli autori), titolo che usò ufficialmente nella carriera diplomatica.

Pietro fu Ministro degli Esteri, Senatore del Regno, ultimo presidente del Senato del Regno e presidente del primo Senato della repubblica.
Con Pietro Tomasi Della Torretta si estinse la linea maschile.
Linea femminile
Pietro morì a Roma nel 1962, nominando eredi di quanto possedeva a Ginevra le figlie della defunta moglie, una delle quali, Alexandra Wolff Stomersee, aveva sposato Giuseppe, il nipote scrittore. I suoi beni residui, tra i quali un lussuoso appartamento a Roma, andarono agli eredi legittimi, suoi cugini di primo grado: Giuseppe Garofalo, figlio di Maria Antonia Tomasi di Lampedusa, che aveva sposato il professor Giovanni Garofalo, e le sorelle Giovanna e Maria Carolina Crescimanno, figlie di Chiara Tomasi di Lampedusa, che aveva sposato Francesco Paolo Crescimanno di Capodarso.
Fra i diversi discendenti in linea femminile rimasti in Sicilia, vi era Isabella Crescimanno di Capodarso, deceduta il 13 aprile 2015, la quale scrisse Memorie, libro in cui venivano raccontati aneddoti della famiglia. Rimangono il fratello Cesare Crescimanno e i figli di lui Antonella, Laura e Mario, con figli ed altri discendenti.
Il secondogenito di Giulio Fabrizio Tomasi e di Maria Stella Guccia, Giovanni, barone di Montechiaro, (Palermo 1840 - Baden Baden 1896) sposò la cugina prima Carolina Guccia, Il figlio Giuseppe (1871-1936) sposò Rosa Agliata; portava il titolo di conte di Celona ed aveva un grande biglietto da visita in cui dichiarava di essere il solo ed unico cugino in secondo grado di Pietro Tomasi della Torretta, senatore del Regno. Dal matrimonio nacquero quattro figli, due maschi e due femmine. Tre non ebbero discendenti; soltanto Carolina (1908 - 2016) ebbe un figlio dal marito Giuseppe Lo Piccolo (Palermo 1947). Carolina era vivente quando Pietro Tomasi della Torretta morì, Era la parente più prossima in via femminile, poiché suo padre Giovanni era il secondogenito di Giulio Fabrizio. Da questo matrimonio fra Maria Giovanni Tomasi e Guccia e la cugina Carolina Guccia nacquero una figlia Maria Stella e un maschio Giuseppe che sposo Rosa Agliata ed ebbe due figli maschi e due femmine. Erano molto poveri ed i maschi morirono di tisi lavorando nelle miniere di Montegrande, una figlia era monaca e sua sorella Carolina Guccia e Marasà sposò l'avv. Giuseppe Lo Piccolo. Quando Pietro Tomasi della Torretta morì questo divenne il parente più prossimo in linea femminile. Ha fatto cognonomizzare Tomasi ed ha invertito il cognome in Tomasi Lo Piccolo. È seguito dai discendenti di Antonia Tomasi e Guccia la figlia più anziana di Giulio Fabrizio, che andò sposa al professor Giovanni Garofalo. I discendenti per via femminile di questo matrimonio sono i Di Rella Tomasi di Lampedusa. Anche loro hanno fatto cognonomizzare il cognome Tomasi di Lampedusa e sono discendenti di Giuseppe Garofalo, l'unico cugino maschio di primo grado vivente alla morte di Pietro Tomasi della Torretta.
Nessuno dei discendenti viventi avrebbe comunque avuto diritto - anche se la repubblica non avesse abolito i titoli nobiliari  - al riconoscimento dei titoli in capo a Pietro (principe di Lampedusa, duca di Palma e barone della Torretta), poiché, dopo l'Unità d'Italia ed il riconoscimento negli anni venti dei titoli borbonici, poiché ad essi era stata estesa la legge salica, che escludeva le donne dalle linee dinastiche.
Secondo il diritto borbonico, invece, come si evince dall'esame dei Capitula Regni Siciliae, il capo della dinastia sarebbe diventato Giuseppe Lo Piccolo Tomasi, il parente maschio più prossimo in linea femminile. Quando Giuseppe Garofalo morì, era vivente il figlio della sua unica figlia Maria, coniugata Di Rella, quindi Aurelio Di Rella Tomasi ed i suoi successori sarebbero i successori secondo il diritto borbonico. In verità sono preceduti da Giuseppe Lo Piccolo Tomasi, che non ha discendenti.
Aurelio Di Rella Tomasi di Lampedusa, avvocato, cavaliere dell'Ordine della Corona d'Italia e componente della Consulta dei Senatori del Regno, ha tre figli, due dei quali maschi, che si trovano immediatamente dopo di lui nella linea dinastica femminile.
Giuseppe Garofalo aveva due sorelle: Marietta, che rimase nubile, e Giulia, coniugata con Pietro Trombetta, che ebbe cinque figli (tre maschi e due femmine). Uno dei maschi, Giovanni Trombetta, avvocato, fu vice comandante militare della Resistenza ai nazisti in Liguria e, in onore della famiglia materna, assunse il nome di battaglia di "Colonnello Tomasi".
La regolamentazione dei titoli araldici vigente nel Regno d'Italia. Consulta araldica, Libro d'Oro
Con la soppressione degli ordinamenti feudali, negli Stati dove le distinzioni nobiliari sopravvissero vennero costituite speciali commissioni consultive per l'esame di questioni araldiche. Si ebbero così il tribunale araldico in Lombardia, la commissione araldica a Venezia e Parma, la congregazione araldica capitolina a Roma ecc. Analogamente a quanto era avvenuto negli stati preunitari, anche nello stato italiano venne istituito, con il Regio Decreto 313 del 10 ottobre 1869, un organo collegiale, denominato Consulta araldica. Con il Regio Decreto 5318 dell'8 maggio 1870 venne istituito il Libro d'oro della nobiltà italiana. Questo registro avrebbe man mano raccolto le concessioni di giustizia o di grazia approvate dalla Consulta araldica. L'estratto del Libro d'oro faceva fede del loro riconoscimento da parte del Regno d'Italia.
Le successioni furono regolamentate secondo la legge vigente nel Regno di Sardegna, e fu quindi ammessa soltanto la successione per via maschile secondo le norme della legge salica: maschi primogeniti.
La Consulta fu varie volte mutata nella composizione e nelle attribuzioni fino al Regio Decreto 7 giugno 1943, n. 651. La Consulta esaminava tanto le pratiche di giustizia che quelle di grazia. Le prime erano le successioni che seguivano i principi della legge salica, le seconde quelle successioni che avevano bisogno di una sanatoria concessa con decreto reale (successioni per via femminile, in favore di membri della famiglia diversi dai maschi primogeniti). Queste successioni per grazia avevano il carattere di una rinnovazione. I titoli venivano concessi sul cognome ed erano soggetti alla legge salica nella ulteriore trasmissione. Vennero di fatto privilegiate le successioni che sanavano contenziosi all'interno delle grandi famiglie e assistita la loro sopravvivenza. I criteri erano piuttosto restrittivi, anche se il Regno d'Italia conservò spesso le regole presenti al momento della loro concessione, per cui i titoli austriaci erano riconosciuti a tutti i componenti maschili del casato. Il Libro d'oro stabiliva anche una imposta di concessione per l'iscrizione ed in assenza di questa vari titoli rimasero esclusi dall'inclusione per motivi fiscali. Era questo il caso di famiglie che avevano molti titoli e non corrisposero la tassa per tutti quelli che potevano rivendicare. Queste situazioni rimasero insanabili, in quanto Umberto II non ritenne di dover sanare situazioni fiscali in vigore nel Regno d'Italia.
La trasformazione in Repubblica Italiana nel 1946 e la successiva Costituzione del 1948 abolirono qualsiasi titolo nobiliare; la XIV disposizione transitoria e finale demandò a una legge ordinaria le modalità di soppressione della Consulta araldica; per molti anni non sopraggiunse alcun atto al proposito e perciò si presumeva che l'organismo persistesse formalmente, pur non avendo più titolo né scopo. Infatti la sentenza della Corte costituzionale del 26 giugno 1967, n. 101, dichiarò illegittima qualsiasi legislazione araldico-nobiliare italiana susseguitasi dal 1887 al 1943. Nel 1967 ancora la Consulta sentenziò che i titoli nobiliari «non costituiscono contenuto di un diritto e, più ampiamente, non conservano alcuna rilevanza». Il D.L. 112/2008 (convertito in legge 133/2008) e il Decreto legislativo 66/2010 abrogarono espressamente, rispettivamente, il R.D. 651/1943 e il R.D. 652/1943, che regolavano i titoli nobiliari, e la Consulta araldica. Dopo tali atti abrogativi, dunque, non esiste più alcuna norma giuridica relativa alla Consulta araldica e detta consulta è soppressa a tutti gli effetti.
La Consulta araldica dopo la proclamazione della Repubblica
La decisione di abbandonare l'Italia da parte di Umberto II il 13 giugno 1946 non determinò una rinuncia totale alle sue prerogative. Umberto ritenne di mantenere in vita la fons honorum spettante a Casa Savoia. A partire dal 1950, Umberto II rilasciò numerosi titoli nobiliari, attenendosi alle prassi in essere ai tempi del Regno. Furono sanate molte vertenze e il Libro d'oro della nobiltà italiana continuò ad essere stampato come documento di una associazione privata. Questa si strutturò in associazioni regionali e in una giunta centrale. Molti titoli furono anche assegnati a vari sostenitori della monarchia ed alla borghesia imprenditoriale, in particolare nel settore dell'edilizia.
All'interno di questa prassi, Giuseppe Tomasi di Lampedusa, avendo nel maggio 1946 richiesto alla Corte di Appello di Palermo di adottare il suo cugino in secondo grado Gioacchino Lanza di Assaro, si presentò assieme ai genitori dell'adottando Fabrizio Lanza di Assaro e Conchita Ramirez di Villarrutia in tribunale e venne registrato l'assenso all'adozione. Nel dicembre del 1946, alla registrazione del decreto da parte della Corte di Appello, Giuseppe Tomasi di Lampedusa scrisse a Falcone Lucifero, Ministro della Real Casa, del suo desiderio di trasmettere i titoli della famiglia al figlio adottivo, in assenza di una discendenza maschile. La lettera recava anche l'adesione e l'appoggio di Pietro Tomasi della Torretta. Successivamente Fabrizio Lanza di Assaro si recò a Villa Italia a Cascais ed Umberto II comunicò per iscritto a Lucifero la sua adesione alla proposta di trasmettere il titolo di Duca di Palma sul cognome all'adottando. I restanti titoli della famiglia Tomasi di Lampedusa, secondo il regolamento araldico del  Regno d'Italia, tornavano alla Corona.